# 681
681 (DCLXXXI, na numeração romana) foi um ano comum do século VII, do Calendário Juliano, da Era de Cristo, teve início a uma terça-feira e terminou também a uma terça-feira, e a sua letra dominical foi F.
| Ano completo                       |
| ---------------------------------- |
| Ano comum com início à terça-feira |

## Eventos
- XII Concílio de Toledo. O bispo de Toledo é nomeado Primaz das Espanhas.

## Mortes
- 10 de Janeiro - Papa Agatão